# Kapucijnenbos
Het Kapucijnenbos is een bosgebied in het Nationaal Park Brabantse Wouden in de Vlaams-Brabantse plaats Tervuren.

## Geschiedenis
Het Kapucijnenbos is van oorsprong een deel van het Zoniënwoud. In 1626 werd hier een kapucijnenklooster gesticht dat echter in 1798 door de Fransen werd gesloopt. Het gebied werd weer bebost.
In 1822 kwam het Zoniënwoud aan de Nederlandsche Handel-Maatschappij, vanaf 1830 de Societé Générale de Belgique genaamd. Een groot deel van het woud werd verkocht aan particulieren waarna verkaveling volgde. Het latere Kapucijnenbos werd in 1842 verkocht aan Koning Leopold I. Deze liet het gebied grotendeels ontbossen en er werden pachthoeven opgericht. In 1853 werd een deel verkocht aan familie de Marnix de Sainte-Aldegonde en dit deel staat sindsdien bekend als het Marnixbos.
Onder Koning Leopold II werd het gebied tussen 1880 en 1890 herbebost, niet met beuken zoals in het resterende Zoniënwoud, maar met zomereik, grove den en fijnspar. Ook kwam er een bospark met de Koninklijke Wandeling, beukendreven en grasvelden. In 1900 werd het gebied, in het kader van de Koninklijke Schenking, aan de Belgische Staat geschonken en in 1902 werd, in een deel van het goed, het geografisch Arboretum opgericht.
In het Kapucijnenbos zijn wandelingen uitgezet.